# Chiba TV
Chiba TV (jap. チバテレビ, Chiba Terebi) ist der Fernsehsender des Medienunternehmens Chiba Terebi Hōsō K.K. (jap. 千葉テレビ放送株式会社 Chiba Terebi Hōsō Kabushiki kaisha, kurz: 千葉テレビ, engl. Chiba Television Broadcasting Corporation, kurz: CTC) mit Sitz in der Stadt Chiba. Das Sendegebiet ist die gleichnamige Präfektur Chiba, wenngleich auch die umliegenden Präfekturen erreicht werden.
Der Sender ist keinem der landesweiten Networks angeschlossen und Mitglied des Nationalen Verbandes der unabhängigen Rundfunksender (全国独立UHF放送協議会, Zenkoku Dokuritsu UHF Hōsō Kyōgikai, JAITS).

## Geschichte
Der Sender wurde am 28. Januar 1970 gegründet und nahm am 1. Mai 1971 der Betrieb per Antenne auf. Am 10. Februar 2006 begann der Sendung mit der digitalen terrestrischen Abstrahlung seines Programmes. Die analoge wurde zum 24. Juli 2011 eingestellt. Nach eigenen Angaben verfügt der Sender derzeit (Stand 18. März 2008) über ein Kapital von 1,7 Milliarden Yen.